# Odise Roshi
Odise Roshi (nascut el 22 de maig de 1991) és un futbolista professional albanès que juga com a migcampista pel club croat NK Rijeka i la selecció de futbol d'Albània. La seva posició principal és migcampista, però també pot jugar com a davanter.

## Palmarès

### Club
A 16 abril 2016
| Temporada     | Club             | País de la lliga         | Lliga       | Lliga | Copa        | Copa | Europa      | Europa | Total       | Total |
| Temporada     | Club             | País de la lliga         | Aplicacions | Gols  | Aplicacions | Gols | Aplicacions | Gols   | Aplicacions | Gols  |
| ------------- | ---------------- | ------------------------ | ----------- | ----- | ----------- | ---- | ----------- | ------ | ----------- | ----- |
| 2006–07       | Apolonia Fier    | Albanian Superliga       | 4           | 0     | –           | –    | –           | –      | 4           | 0     |
| 2007–08       | Apolonia Fier    | Primera divisió albanesa | ?           | 5     | ?           | 0    | –           | –      | ?           | 5     |
| 2008–09       | Apolonia Fier    | Albanian Superliga       | 17          | 0     | 4           | 0    | –           | –      | 21          | 0     |
| Total         | Total            | Total                    | 21          | 5     | 4           | 0    | 0           | 0      | 25          | 5     |
| 2009–10       | Flamurtari Vlorë | Albanian Superliga       | 29          | 3     | 1           | 0    | 2           | 1      | 32          | 4     |
| 2010–11       | Flamurtari Vlorë | Albanian Superliga       | 22          | 5     | 2           | 0    | –           | –      | 24          | 5     |
| Total         | Total            | Total                    | 51          | 8     | 3           | 0    | 2           | 1      | 56          | 9     |
| 2011–12       | 1. FC Köln       | Bundesliga               | 20          | 1     | –           | –    | –           | –      | 20          | 1     |
| Total         | Total            | Total                    | 20          | 1     | 0           | 0    | 0           | 0      | 20          | 1     |
| 2012–13       | FSV Frankfurt    | 2. Bundesliga            | 30          | 2     | 2           | 0    | –           | –      | 32          | 2     |
| 2013–14       | FSV Frankfurt    | 2. Bundesliga            | 23          | 1     | 2           | 0    | –           | –      | 25          | 1     |
| 2014–15       | FSV Frankfurt    | 2. Bundesliga            | 21          | 3     | 1           | 0    | –           | –      | 22          | 3     |
| Total         | Total            | Total                    | 74          | 6     | 5           | 0    | 0           | 0      | 79          | 6     |
| 2015–16       | HNK Rijeka       | Prva HNL                 | 20          | 1     | 4           | 1    | 1           | 0      | 25          | 2     |
| Total         | Total            | Total                    | 20          | 1     | 4           | 1    | 1           | 0      | 25          | 2     |
| Total carrera | Total carrera    | Total carrera            | 186         | 21    | 16          | 1    | 3           | 1      | 205         | 23    |

### Internacional
A 19 juny 2016
| Selecció de futbol d'Albània | Selecció de futbol d'Albània | Selecció de futbol d'Albània |
| Any                          | Aplicacions                  | Gols                         |
| ---------------------------- | ---------------------------- | ---------------------------- |
| 2011                         | 4                            | 0                            |
| 2012                         | 6                            | 1                            |
| 2013                         | 8                            | 0                            |
| 2014                         | 3                            | 0                            |
| 2015                         | 7                            | 0                            |
| 2016                         | 7                            | 0                            |
| Total                        | 35                           | 1                            |

### Gols internacionals
| Gol | Data        | Lloc                                   | Oponent   | Puntuació | Resultat | Competició                    |
| --- | ----------- | -------------------------------------- | --------- | --------- | -------- | ----------------------------- |
| 1.  | 16 oct 2012 | Estadi de Qemal Stafa, Tirana, Albània | Eslovènia | 1–0       | 1–0      | 2014 FIFA World Cup qualifier |